# Ruth Park

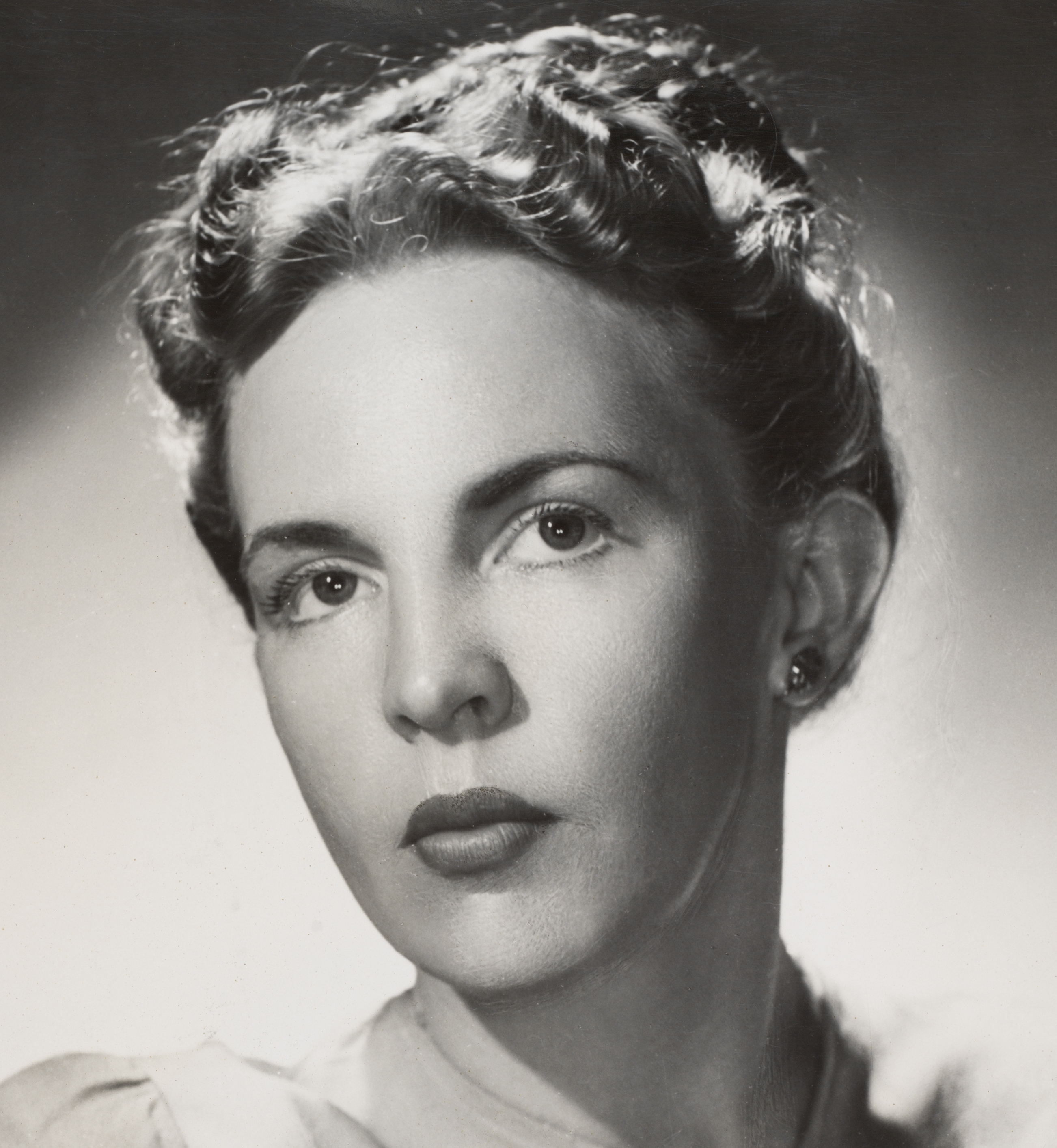
Ruth Park

Ruth Park (24 de agosto de 1917 - 14 de dezembro de 2010) foi uma escritora nascida na Nova Zelândia que passou a maior parte de sua vida na Austrália.